# Andrij Piasecki
Andrij Piasecki (ur. 27 sierpnia 1909 w Reklińcu, zm. 27 listopada 1942 we Lwowie) – ukraiński działacz społeczny, inżynier-leśnik, w 1941 minister leśnictwa w rządzie Jarosława Stećki.
Działacz Płastu, inicjator idei Seło-Płastu (wiejskiego Płastu). W latach 1939–1941 wykładowca na wydziale leśnym Politechniki Lwowskiej. Autor pracy „O budowie i biologicznym rozwoju szeregu typów ukraińskiego lasu” (1942).
Rozstrzelany przez gestapo wraz z około 100 innymi ukraińskimi zakładnikami, w zemście za zabicie gestapowca we Lwowie.